# Thainetes tristis
Thainetes tristis là một loài nhện trong họ Linyphiidae.
Loài này thuộc chi Thainetes. Thainetes tristis được Alfred Frank Millidge miêu tả năm 1995.